# Norra Härene församling
Norra Härene församling var en församling i Skara stift och i Lidköpings kommun. Församlingen uppgick 2006 i Sävare församling. 

## Administrativ historik
Församlingen har medeltida ursprung. Namnet var före 1776 Härene församling sedan till 1 januari 1886 (ändring enligt beslut den 17 april 1885) var namnet Härene med Skofteby församling. I församlingen införlivades efter 1546 Resville församling och 1776 Skofteby församling.

Församlingen var till 1677 moderförsamling i pastoratet Härene, Skofteby och Hovby, som före 1500-talet även omfattade Östby församling och Resville församling. Från 1677 till 1861 annexförsamling i pastorat med Lidköpings församling som moderförsamling. Från 1962 till 2006 i pastorat med Sävare församling som moderförsamling. Församlingen uppgick 2006 i Sävare församling.

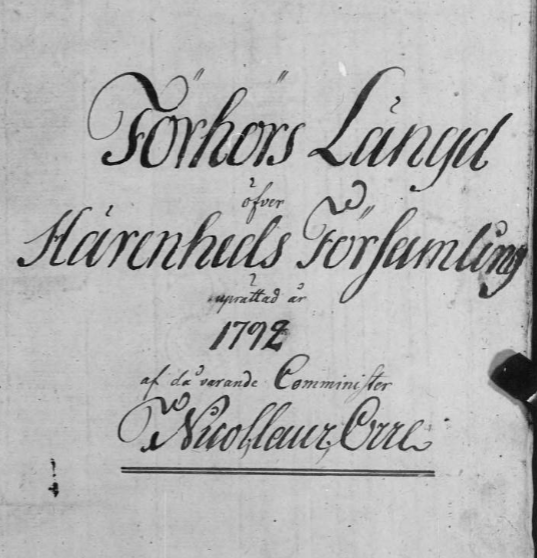
Härenheds församling 1792 (Riksarkivet)
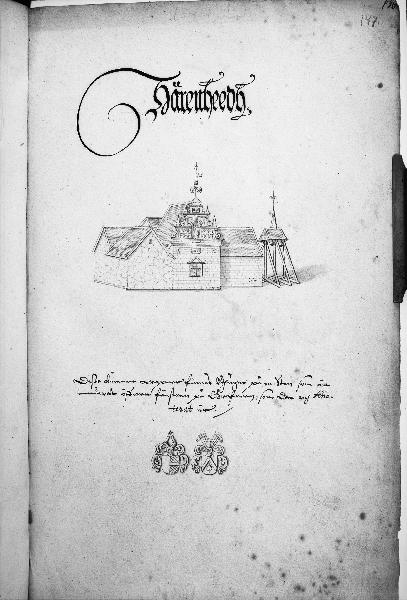
Härenheeda (Peringskiölds Monumenta, ca. 1670)

## Organister
| Period    | Namn                    | Levnadstid | Övrigt   |
| --------- | ----------------------- | ---------- | -------- |
| 1826–1833 | Sven Söderström         | 1789–1833  | Organist |
| 1834–1835 | Anders Johan Söderström | 1816–1900  | Organist |
| 1835–1863 | Johan Sundbeck          | 1806–1863  | Organist |

## Kyrkor
- Norra Härene kyrka